# Paul Martin (atleet)
Paul Martin (Genève, 11 augustus 1901 - Lausanne, 28 april 1987) was een Zwitserse atleet, medicus en Franstalig schrijver. Hij nam tussen 1920 en 1936 vijfmaal deel aan de Olympische Zomerspelen en was daarmee de eerste Zwitser die aantrad op vijf Olympische Spelen.

## Biografie
Paul Martin won op de Olympische Zomerspelen van 1924 in Parijs de zilveren medaille op de 800 m. Op de Olympische Spelen van 1928 en van 1936 trad hij tevens aan op de 1500 m, een nummer waarop hij in 1928 6e werd in de finale. Tussen 1919 en 1935 behaalde Martin 18 Zwitserse nationale records op de 800 m, 1000 m, 1500 m and the 4x400 m estafette. Hij droeg de vlag van zijn land tijdens de openingsceremonies van de Olympische Spelen van 1932 en 1936 en tijdens de sluitingsceremonie van de Olympische Spelen van 1936.
Nadat hij zijn medische opleiding in 1929 had afgerond, woonde hij gedurende twee jaar in de Verenigde Staten, waar hij in opleiding ging als chirurg. In de VS was hij een van de medeoprichters van het International College of Surgeons.
In 1952 bracht hij zijn boek Au dixième de seconde uit, dat de Franse sportliteratuurprijs won. Daarnaast schreef hij ook Le sport et l'homme en Souvenirs olympiques. In 1936 nam hij tevens deel aan de kunstwedstrijden in de literatuur op de Olympische Zomerspelen van 1936 met het werk La lumière de la stade.

## Belangrijkste resultaten

### Olympische Zomerspelen
| Jaar | Plaats      | Discipline       | Onderdeel             | Resultaten                                                              |
| ---- | ----------- | ---------------- | --------------------- | ----------------------------------------------------------------------- |
| 1920 | Antwerpen   | Atletiek         | 800 m (m)             | eerste ronde: 5e (reeks 3)                                              |
| 1924 | Parijs      | Atletiek         | 800 m (m)             | eerste ronde: 1e (reeks 3) · halve finales: 3e (reeks 1) · finale:      |
| 1924 | Parijs      | Atletiek         | 4x100 m estafette (m) | DNSsamen met: Josef Imbach Willy Schärer Christian Simmen Walter Strebi |
| 1928 | Amsterdam   | Atletiek         | 400 m (m)             | DNS                                                                     |
| 1928 | Amsterdam   | Atletiek         | 800 m (m)             | eerste ronde: 2e (reeks 3) halve finales: 4e (reeks 3)                  |
| 1928 | Amsterdam   | Atletiek         | 1500 m (m)            | eerste ronde: 1e (reeks 4) finale: 6e                                   |
| 1928 | Amsterdam   | Atletiek         | 4x100 m estafette (m) | DNSsamen met: Josef Imbach Gottfried Lüscher Eugène Bec Adolf Meier     |
| 1932 | Los Angeles | Atletiek         | 800 m (m)             | eerste ronde: 5e (reeks 1)                                              |
| 1932 | Los Angeles | Atletiek         | 1500 m (m)            | eerste ronde: 5e (reeks 2)                                              |
| 1936 | Berlijn     | Atletiek         | 800 m (m)             | eerste ronde: 6e (reeks 4)                                              |
| 1936 | Berlijn     | Atletiek         | 1500 m (m)            | eerste ronde: 10e (reeks 1)                                             |
| 1936 | Berlijn     | Kunstwedstrijden | literatuur            | AC                                                                      |

### Persoonlijke records
| Onderdeel | Tijd      | Jaar |
| --------- | --------- | ---- |
| 400 m     | 47,8 s.   | 1928 |
| 800 m     | 1.51,8 s. | 1928 |
| 1500 m    | 3.58,1 s. | 1934 |

## Werken
- (fr)  La lumière de la stade, 1936.
- (fr)  Au dixième de seconde, 1952.
- (fr)  Le sport et l'homme

## Onderscheidingen
- Franse sportliteratuurprijs met Au dixième de seconde
- Zilveren medaille in de Olympische Orde (1982)

- Bibliothèque nationale de France: cb16774378c (data)
- Gemeinsame Normdatei: 1049513541
- Historisch woordenboek van Zwitserland: 016218
- World Athletics: 14557732
- International Standard Name Identifier: 0000 0000 7730 5209
- Library of Congress Control Number: n82077993
- Virtual International Authority File: 623145857884623020753